# Olos Gym 2000
La Associazione Sportiva Olos Gym 2000 è una società italiana di ginnastica artistica, di Roma; è nata nel settembre 2001. Compete nei campionati italiani di ginnastica artistica femminile, sia quelli organizzati dalla FGI (primo tra tutti la Serie A1) che dalla UISP.
La nazionale italiana ha avuto tra le sue file varie ginnaste di questa squadra: Giorgia Morera (in prestito dalla Juppiter Sport), Ilaria Bombelli, Chiara Gandolfi e Giorgia Campana (in prestito prima dalla Nuova Tor Sapienza ed ora dal Centro Sportivo Olimpico dell'Esercito); quest'ultima ha partecipato alle Olimpiadi di Londra 2012.

## Storia
La prima promozione in Serie A1 nella storia della società è giunta al termine della stagione 2011, grazie alla squadra composta da Giorgia Campana, Chiara Gandolfi, Ilaria Bombelli e Silvia Pontecorvi.
Il primo podio di serie A1 è stato conquistato alla 2ª prova del campionato 2013: la squadra, formata da Ilaria Bombelli, Chiara Gandolfi, Giorgia Morera, Giorgia Campana e Beatrice Borghi, ha ottenuto il terzo posto nella classifica di tappa.
La stagione 2014 termina conquistando il 2º posto del campionato, con la squadra composta da Chiara Gandolfi, Giorgia Campana, Giorgia Morera e Beatrice Borghi. A settembre dello stesso anno la società partecipa alla prima edizione della Golden League, riservata alle prime quattro società classificate al campionato di serie A1: alla squadra composta da Ilaria Bombelli, Giorgia Morera e Sara Giulia Pedico vengono assegnate, tramite sorteggio, le ginnaste Lara Mori, Nicole Terlenghi e Martina Maggio, che contribuiscono a portare la squadra al 3º posto.
Nel 2015 la squadra della serie A1, a causa dell'abbandono dell'attività agonistica di Chiara Gandolfi e Ilaria Bombelli, e il passaggio alla società Artistica '81 di Giorgia Campana, subisce un forte rinnovamento.
Le ginnaste Giorgia Morera, Sara Giulia Pedico, Sara Berardinelli (Adesso Sport), Martina Granato e Benedetta Ciammarughi, si qualificano al nono posto nella classifica finale, riuscendo a confermare la presenza della società nel campionato 2016.

## Sede e impianti sportivi
La palestra della società è all'interno della parrocchia San Vincenzo Pallotti di Roma. Le ginnaste della serie A1 si allenano presso il Centro Federale dell’Acqua Acetosa.